# Sienież
Sienież (ros. Сенеж) – jezioro w Rosji, w obwodzie moskiewskim. Powstało w trakcie rozpoczętej w roku 1826 budowy kanału pomiędzy rzekami Siestra oraz Istra. Kanał ten miał ułatwić transport kamienia budowlanego z Wołgi na budowę Cerkwi Chrystusa Zbawiciela w Moskwie. Budowa trwała 25 lat; w trakcie niej wybudowano również trzy kamienne śluzy. Transport wodny tym kanałem nie wytrzymał konkurencji z koleją i został zarzucony. Dzięki bardzo czystej wodzie jest to obecnie bardzo popularny teren rekreacyjny.